# جوزف آر. گاناسکولی
جوزف آر. گاناسکولی (انگلیسی: Joseph R. Gannascoli؛ زادهٔ ۱۵ فوریهٔ ۱۹۵۹) هنرپیشه اهل ایالات متحده آمریکا است. وی از سال ۱۹۹۱ میلادی تاکنون مشغول فعالیت بوده‌است.
از فیلم‌ها یا برنامه‌های تلویزیونی که وی در آن نقش داشته‌است می‌توان به سوپرانوز، سرقت از اوباش اشاره کرد.